# 信虎 (映画)
『信虎』（のぶとら）は、2021年11月12日公開の日本映画。武田信玄の父・武田信虎の最晩年から始まり孫の勝頼の討死、その後日譚までを描いた映画。
製作総指揮・プロデューサーのほか共同監督・脚本・美術・装飾・編集・時代考証・キャスティングが宮下玄覇、監督は金子修介。撮影は上野彰吾。特殊メイク・かつらは江川悦子。衣裳は宮本まさ江。VFXはオダイッセイ。武田家考証は平山優。また宮下が黒澤明監督の『影武者』のスピンオフを志向したことから、音楽は同作の池辺晋一郎が作曲した。
主演は寺田農、ヒロインのお直役は谷村美月、のちに虎屋主人となる黒川新助役は矢野聖人、上杉謙信役に榎木孝明。織田信長役には当初依頼した隆大介が断ったため渡辺裕之が起用された。結局、隆は当初内定していた千葉真一に代わって土屋伝助役を務めることなったが、本作が遺作となった。寺田は、1985年の映画『ラブホテル』以来の主演となる。

## あらすじ
武田信虎（無人斎）は甲斐追放後、駿河を経て京で足利義昭に仕えていた。元亀4年（1573年）、信玄が信長包囲網を形成し上洛を開始。信虎は齢80になっていたが、信玄危篤の報を受け、末娘・お直とわずかな家臣、牢人、志摩の海賊、透破（忍者）を引き連れ甲斐への帰国を目指す。途中、美濃での激戦を乗り越えて信濃高遠城にたどり着く。ここで孫の勝頼と初対面し、信玄の家老馬場信春・山県昌景・内藤昌秀・春日弾正（虎綱）らと対面する。自らが当主に返り咲くという信虎の申し出は、勝頼とその寵臣の跡部勝資と長坂釣閑斎に却下される。
高遠城に留め置かれた信虎だが、彼は若い頃、身延山久遠寺の日伝上人より人心を操る「妙見の術」を生まれながらに身に備えているとの宣託を受けていた。今こそ、その術を会得しようと仏法の修行に励む信虎。ある日、突然悟りを得ると俗念が消えて、会得した秘術を武田家の存続のためだけに使うと心に決めた。破竹の勢いで勝ち進む勝頼を横目に、織田信長に敵対している限り武田家の存続はない。そう読んだ信虎は、外孫の穴山信君（梅雪斎）を呼び寄せ、もしもの時には武田家を継げと術をかけた。すると、その気もなかったはずの信君の顔つきが変わり、真摯に引き受けるのであった。
勝頼の無謀な戦いぶりを批判したために高遠城を追われた信虎は、上の娘の嫁ぎ先である小県郡の禰津城に落ち延びることになる。そこで外孫・禰津神八（禰津松鷂軒の子）の存在を知った信虎は、城主が戦死した志摩武田城の主となることを命じ、付き従って来た海賊の藻右衛門に、若い神八を守り育てるよう術をかけて志摩に旅立たせた。
信虎は、上杉謙信に手紙を書いて、甲斐の国を攻めないよう懇願する一方、北条氏政の子で信虎の曽孫でもある北条国王（氏直）には、血縁として甲斐の国を守ることを依頼、葛山信貞、木曽玄徹（義昌）、小笠原信嶺、下条氏長に術をかけるなど、武田家存続のためにあらゆる手を尽くすのであった。こうして信虎は、81歳で大往生を遂げた。
不幸にして信虎の読みは的中し、天正10年（1582年）、ついに武田家は織田・徳川・北条連合軍の侵攻を受け滅亡する。信虎が術をかけた穴山梅雪斎（信君）は武田家を再興したが、後に血筋が絶えて武田家は31代（『甲陽軍鑑』では信虎は26代）で断絶した。
それから100年近い歳月が流れた元禄14年（1701年）。徳川幕府は信玄の子孫による武田家の（高家として）再興を許した。その昔、死の床にあった信虎は、来世に転生するよう自分自身に「妙見の術」をかけていた。信虎が生まれ変わったその人物とはー。

## キャスト
京 武田家
- 武田信虎（無人斎道有）：寺田農
- お直（信虎末娘）：谷村美月
- 土屋伝助：隆大介
- 清水式部丞：伊藤洋三郎
- 武田雅楽助（志摩武田家）：田中伸一
- 望月六郎（のちの真田信繁家臣）：山本将起
- 黒川新助（のちの虎屋主人）：矢野聖人
- 矢作勘太夫：森本のぶ
- 白畑助之丞：小堀正博
- 孕石源右衛門尉：剛たつひと
- 立神藻右衛門：倉田操
- 小助：青山金太郎
- お花（侍女）：花澄

甲斐 武田家
- 武田信直（若き信虎）：石垣佑磨
- 武田信玄：永島敏行
- 武田勝頼：荒井敦史
- 武田信勝：大八木凱斗
- 北の方（勝頼継室）：西川可奈子
- 大方（勝頼外祖母）：奥山眞佐子
- 武田逍遥軒：永島敏行（二役）
- 一条信龍：杉浦太陽
- 武田麟岳：若林元太
- お西（信虎側室）：まつむら眞弓
- お弌（信虎娘）：左伴彩佳（AKB48）
- 武田信豊：鷲尾直彦
- 穴山信君（梅雪斎）：橋本一郎
- 木曽義昌：實貴政夫
- 跡部勝資：安藤一夫
- 長坂釣閑斎：堀内正美
- 山県昌景：葛山信吾
- 内藤昌秀：井田國彦
- 馬場信春：永倉大輔
- 春日弾正忠（虎綱）：川野太郎
- 安部宗貞：高谷恭平
- 土屋昌恒：木村圭吾
- 小宮山内膳：塩崎こうせい
- 小笠原憩庵：唐木ふとし
- 横手（柳澤）源七郎：井藤瞬
- 日向玄東斎：清郷流号
- 安左衛門尉：嘉門タツオ
- 無市郎（跡部透破）：平宅亮

信濃（高遠城代）武田家
- 武田平太郎（信澄）：高月雪乃介
- 小井弖藤丸：武田勝斗
- 辰阿弥：中島ボイル

信濃 禰津家
- 禰津松鷂軒：岸端正浩
- 禰津神八（のちの真田信繁家臣）：上田実規朗

身延山 久遠寺
- 日伝上人：螢雪次朗
- 日叙上人：平岡秀幸
- 日賢上人：水島涼太

甲斐 長禅寺
- 春国光新：高橋賢一

織田家
- 織田信長：渡辺裕之
- 村井春長軒（貞勝）：村上秀晃
- 遠山友信：北岡龍貴
- 古田左介（織部）：保坂直希

上杉家
- 上杉謙信：榎木孝明[注釈 2]
- 上杉景虎：長森陽春
- 長尾顕景（上杉景勝）：長尾卓磨
- 小笠原正麟（長時）：出射均

徳川幕府
- 柳澤保明（吉保）：柏原収史
- 横手伊織：鳥越壮真
- 阿部正喬：大久保ともゆき

その他
- 今井信元：外波山文明

## スタッフ
- 監督：金子修介
- 共同監督・脚本・製作総指揮・企画・プロデューサー・美術・装飾・編集・時代考証・キャスティング：宮下玄覇
- 音楽：池辺晋一郎
- プロデューサー：西田宣善
- 協力プロデューサー：榎望
- プロダクション統括：芳川透
- 撮影：上野彰吾
- 照明：赤津淳一
- 美術・装飾：籠尾和人
- 録音：原川慎平
- 整音：臼井勝
- 音響効果：丹雄二
- 編集：山本浩史
- カラーグレーダー：広瀬亮一
- VFXスーパーバイザー：オダイッセイ
- 衣裳：宮本まさ江
- 特殊メイクスーパーバイザー：江川悦子
- スクリプター：奥井富美子
- 武田家考証・字幕・ナレーション協力：平山優
- 殺陣：山口孝二
- 題字：森田彦七（今井凌雪門下）
- 宣伝デザイン：岡野登
- スチール：制野善彦
- 演奏：東京コンサーツ
- 演技事務：出射均、早川喜貴、関根浩一
- 助監督：村上秀晃、西山太郎
- 美術装飾付助監督：生駒誠
- 制作担当：丹羽邦夫、安達守
- 配給：彩プロ、のちにミヤオビピクチャーズ
- 製作：ミヤオビピクチャーズ
- ロケ地：高根城跡、田峯城跡、荒砥城跡、逆井城跡、二条城、篠山城、上賀茂神社、諏訪神社（群馬県下仁田町）、本法寺、立本寺、妙覚寺、雲峰寺、善水寺、長寿寺、報恩寺（京都市）、興聖寺（滋賀県高島市）ほか
- 後援：信玄公生誕500年記念事業実行委員会（山梨県）、こうふ開府500年記念事業実行委員会（甲府市）、山梨県甲府市、山梨県甲州市、山梨県身延町、三重県志摩市、岐阜県恵那市、武田神社、恵林寺ほか
- 協賛：信松院、竜王ラドン温泉、スギタ建工、甲信食糧、システムインナカゴミほか
- 企画協力：尾山淳二、笹本健次（常磐ホテル）
- 推奨：日本甲冑武具研究保存会

本作は信虎・信玄のほか、国語学者・酒井憲二に捧げられている。酒井は『甲陽軍鑑』の偽書説を覆した人物で、高遠城での評定シーンをはじめ、本作には同書の記述を正確に再現したシーンが盛り込まれている。

## 製作
京都の宮帯出版社の代表で、歴史美術研究家の宮下玄覇がほぼ全額出資して製作された時代劇作品。昨今の映画は製作委員会で作られることが多いが、本作はほぼ個人出資である。撮影前の映像制作会社イメージフィールドの倒産を受けて、すべて前金での撮影になったという。
大作であっても劇場に行って観客がいない時代劇に危機感を感じていた宮下は、時代劇が完全に廃れてしまう前に製作しようと考えており、また宮下の先祖が武田家の陪臣であることから、その恩返しのために武田家の映画をいずれ作りたいと決意していた。当初「信濃における武田家滅亡」をテーマにしようと考えていたが、甲府駅北口の「武田信虎公之像」を建てた甲府商工会議所の助言に従い、これまであまり取り上げられなかった信玄の父・信虎の晩年にスポットを当て、滅亡で終わらないストーリーに変更することにした。歴史小説家・歴史研究家に脚本を依頼するも予定していた出資社により却下され、宮下は私淑するジェームス三木等に相談し、自らが脚本を担当することにした。武田逍遙軒（信廉）が書いた父・信虎の肖像画の賛文にある「霊光」という語句にヒントを得た宮下は、執筆に着手し、映画の製作が開始された。当初の予定タイトルは『信虎 信玄陣没!国主の帰還』であった。撮影は信虎が甲府を開いてから500年にあたる2019年に京都で行われた。
撮影は、ラインプロデューサー（のちに解任）がクランクインを2カ月遅延させたことにより2019年11月20日から始まった。この遅延で、協力プロデューサーの榎望と衣装の宮本まさ江の存在がなければ、映画は存在しなかったといわれる。また、制作スタッフは東京から移動してきており、晩秋の京都は宿泊費が高く製作費を圧迫したが、結果紅葉の一番きれいな映像を収めることができた。しかし、大部分の屋外シーンはVFXで緑に修正された。VFXは300カットに及び、城の再現、血しぶきや血痕、散る桜の花びらなどを作成している。
東京を中心としたキャストの人数は100人を超え、いわゆる“ちょい出”が多く、贅沢なキャスティングと本作のスタッフ及び周辺の関係者は述べている。
桃山時代の建物を中心に京都ですべてのロケーション撮影を行い、高額な美術品を多用。また、剃り込みの深い戦国期の月代（さかやき）・髷（まげ）、甲冑（武田信玄の諏方法性の兜、上杉謙信の白頭巾形兜、武田勝頼の富士山前立兜、武田信豊の法華経の母衣など）、旗、在来馬（木曽馬）といったディテールにこだわり、400年前当時のリアリティを追求した。さらに、戦国時代の刀と刀や甲冑などをぶつけて本物の音を録音。所作は文献に基づき当時のものを再現している。新しい試みを数多く盛り込んでいるため「視て聴いて体験する新戦国時代劇」と銘打っている。
従来の羽二重（布）ではなくラテックス製のかつらを用いているところが、美術・演出上の大きな特色であり、武田信玄の家臣・山県昌景の欠唇も特殊メイクで再現している。
脚本は、戦国の世を生きた人の「命のはかなさ」や、「中世の祈り」の世界、お家の存続にまつわる「因縁」をテーマにしており、主人公の名前にちなんだ“虎”にまつわるエピソードも盛り込んでいる。本作には数々の作品のオマージュがちりばめられており、主演の寺田農がかつて映画『天空の城ラピュタ』で声優を務めたムスカ大佐のセリフなどがある。古田左介（織部）役は漫画『へうげもの』に似せているという。

## 公開
公開は信玄生誕500年の2021年10月22日から山梨（TOHOシネマズ甲府）での先行上映を経て11月からTOHOシネマズ系（メイン館・TOHOシネマズ日本橋）で全国上映され、信玄450回忌の2022年まで行われた。上映にあたっては、東京国際映画祭でワールドプレミアをする予定だったが、宮下の強い願いでコロナ禍で春より延期された甲府の信玄公祭りに合わせて行うことにしたが祭りが一年繰り越しとなったため、急遽2021年12月に開催された第27回函館港イルミナシオン映画祭2021でオープニング上映された。
2021年より2022年にかけて、信玄菩提寺・恵林寺の宝物類を展示する信玄公宝物館において「武田の兜と信玄の合戦図展・映画『信虎』小道具展」、信玄ミュージアムで「映画『信虎』公開記念撮影小道具展」、伊那市立高遠町歴史博物館で「映画『信虎』公開記念 信濃の古刀展」、中津川市苗木遠山史料館で「映画『信虎』小道具展」を開催した。2024年2月24日には、アクリエひめじで開催された池辺晋一郎Presents「不朽の邦画音楽コンサート」（トークゲスト役所広司）において、『七人の侍』『影武者』とともに本作のテーマ曲がオーケストラ演奏された。

## 評価

### 受賞
2022年
3月、特殊メイク・かつら担当の江川悦子が、『マスカレード・ナイト』とともに本作のラテックス製のかつらがこの分野に革命をもたらしたと評価され、第72回芸術選奨文部科学大臣賞を受賞した。
第11回マドリード国際映画祭において「外国語映画部門 最優秀監督賞」（金子・宮下）と「ベスト・コスチューム賞」（宮本）を受賞した。
2023年
第10回ニース国際映画祭では「外国語映画部門 最優秀オリジナル脚本賞」（宮下）と「最優秀VFX賞」（オダ）をそれぞれ受賞。
第77回サレルノ国際映画祭では長編コンペティション部門でノミネート。
2024年
第11回ノイダ国際映画祭では「最優秀男優賞」（寺田）と「最優秀撮影賞」（上野）を受賞した。
ヨーロッパの映画祭で数々受賞した要因について、協力プロデューサーの榎望は、登場人物の喜怒哀楽を描くことで普遍的な人間ドラマに仕上がっており、結果としてギリシャ喜悲劇を思わせるテイストを醸し出したためと分析した。

### 映画批評家によるレビュー
『週刊文春』2021年7月29日号の映画コーナーでは「江戸時代の古書をもとに、セリフや呼び名もリアルに再現したユニークな作品」と紹介している。
轟夕起夫は『キネマ旬報』2021年11月上旬特別号で「「もしもこうだったら」と、歴史を考察、検証してみることが「今に問う時代劇」の面白さに繋がっていく」「オールラウンドな金子監督の手腕を味わうことができる」と評している。
映画ライターのタダーヲは『映画秘宝』2021年11月号で「長々とした固有名詞と聞きなれない用語が飛び交い、その都度補足のテロップが映し出される会議の場面は、その情報量の多さに圧倒される」「信虎が修行で得た秘術を用いて人を操る姿や、M・ナイト・シャマランばりのスーパーナチュラルな大オチ、さらに『グリズリー』（76年）を彷彿させる熊の襲撃など、奔放な演出も少なくない。それでいて珍作にならず、不思議なタッチの時代劇として成立しているのは、メイン監督である金子修介の手腕によるところが大きい」「第一線で活躍する豪華スタッフたちが作品に風格をもたらしている」と評している。
『キネマ旬報』2021年12月上旬号の映画レビューで、宇野維正は「作品のトーン＆マナーがあまりにもエクストリームなので面食らった」「解説字幕の多用、話者を追うだけの退屈なカメラの切り返しと弛緩したズーム、場面転換の合いの手のように入る冗談のような劇伴の使い方、学芸会のような子役の演技など、少なくとも「現在の映画」としての評価は不可能」（5点満点の1点）、北川れい子は「武士たちを前に侍らせた信虎の詮議、戦略、脅しに願望が、武士たちの顔ぶれを変えながら、何度も何度も繰り返され、信虎が発する武士の名も誰が誰やら無数に及び、信虎情報にまったく疎いこちらは、ただ画面を眺めるのみ」「信虎の野心と焦燥感は、演じる寺田農の全身からひしひし。美術や小道具も厚みがあり、ベテラン俳優陣も風格がある。でも私には？」（5点満点の2点）、千浦僚は「相当面白いことが設定とシナリオの上にあるだけに、画面がもう少し陰影に富みグラマラスでゴージャスならばよかった」「撮影というより美術の予算、映画の規模がもっと欲しかった」「何が面白かったか。ハードなスタントアクションとは違う戦略による殺陣場面」「寺田農の信虎の自己催眠が生死を越えて機能する（Ｅ・Ａ・ポー『ヴァルドマアル氏の病症の真相』を思わせる）という奇想」（5点満点の3点）とそれぞれ評している。
映画ライターの増當竜也は『キネマ旬報』2023年1月上・下旬合併号のDVD紹介記事で「もっとも際立つのはやはり主演の寺田で、達者な話術でぐいぐいと聞く者を引き込んでいくあたり、まさに信虎が現在に蘇ってきたかのようであった」と評している。

### 影響
剃り込みの深い月代・髷が映画『首』に、二枚折の髷がNHK大河ドラマ『どうする家康』で織田信長役に用いられた。かつらを担当した江川悦子による。また、武田信玄の諏方法性の兜と同形のものがNHK大河ドラマ『どうする家康』で用いられた。

## 関連商品

### ガイドブック
- 『映画『信虎』の世界』、宮帯出版社、2021年12月、ISBN 978-4801602601

### サウンドトラック
映画「信虎」オリジナル・サウンドトラック
音楽：池辺晋一郎
発売：ミヤオビピクチャーズ by SHOCHIKU RECORDS
販売：Sony Music Solutions Inc.
販売形式：CD, 配信
商品番号：SOST5005
発売日：2021年11月24日

### Blu-ray / DVD
信虎
品番：HPBN-398（DVD）、HPXN-398（Blu-ray）
発売：日活／ミヤオビピクチャーズ　
販売：ハピネット・メディアマーケティング
発売日：2022年12月16日
Blu-rayの豪華版には映像特典ディスク（DVD）が附属する。本編には採用されなかった特典映像として、寺田農が声を演じた『天空の城ラピュタ』のムスカ大佐の台詞をオマージュした「人がゴミのようだ」Ver.、『信虎』ラストカットの寺田農Ver.、信長喫茶カットの渡辺裕之Ver.などを盛り込んだ。英語字幕付。